# Église Saint-Martin de La Cortinada
L'église Saint-Martin (catalan : església de Sant Martí) est une église romane située dans le village de La Cortinada (paroisse d'Ordino) en Andorre.

## Historique
L'église a été construite au XIIe siècle,. Des agrandissements ont été réalisés aux XVIIe siècle et XVIIIe siècle,. L'édifice est classé Bé d'interès cultural par l'État andorran depuis juillet 2003.

## Architecture et extérieurs
L'église a connu des remaniements au cours du temps. De nos jours elle est de plan quadrangulaire et comporte des chapelles latérales arrondies ainsi qu'une abside rectangulaire au nord. L'une de ces chapelles correspond à l'ancienne abside de l'église romane. La porte d'entrée est ouverte au sud. Le clocher, également de plan carré domine l'angle sud-ouest du bâtiment. Il comporte deux étages de fenêtres géminées.

## Intérieur

### Mobilier
L'église contient un ensemble de quatre retables baroques du XVIIIe siècle (le principal dédié au patron de l'église), des meubles en bois du XVIIe siècle, une roue de carillon et un ensemble de grilles en fer forgé pour protéger le maître-autel et les chapelles latérales.

### Peintures romanes
Par ailleurs l'église abrite des peintures murales datées du XIIe siècle, et réalisées par un artiste surnommé « Le maître de la Cortinada », cette réalisation étant perçue son œuvre la plus aboutie. L'une de ces peintures représente l'évêque Martin de Tours. On peut aussi observer un animal fantastique (un loup avec une langue bifide).